# حزب لیبرال بریتانیا
حزب لیبرال بریتانیا (به انگلیسی: The Liberal Party) یکی از دو حزب اصلی در بریتانیا در سده نوزدهم و اوایل سده بیستم بوده‌ است و همچنین از نیمه سده بیستم یه عنوان سومین حزب بزرگ بعد از حزب محافظه کار و حزب کارگر شناخته می‌شد.
حزب در اواخر قرن نوزدهم به سمت سوسیال لیبرالیسم کشیده شده بود و در سیاست بریتانیا به عنوان چپ میانه شناخته می‌شود. پایه‌گذاری این حزب را بیشتر مربوط به ویلیام اوارت گلدستون نخست وزیر بریتانیا در قرن ۱۹ میلادی می‌دانند که آن را از ادغام پییلیت‌ها با ویگ‌ها و رادیکال‌ها به وجود آورده‌ است.
از دیگر نخست‌وزیران بریتانیا از این حزب می‌توان از هربرت هنری اسکویت و دیوید لوید جرج و همینطور هنری کمپل-بانرمن نام برد. این حزب در مارس ۱۹۸۸ با حزب سوسیال دموکرات ادغام شد و حزب لیبرال دموکرات را به وجود آورد.